# Pukienicze
Pukienicze (hist. pol. Pukinicze; ukr. Пукеничі) – wieś na Ukrainie, w rejonie stryjskim obwodu lwowskiego. Wieś liczy 601 mieszkańców.
W II Rzeczypospolitej do 1934 samodzielna gmina jednostkowa. Następnie należała do zbiorowej wiejskiej gminy Uhersko w powiecie stryjskim w woj. stanisławowskiem. Po wojnie wieś weszła w struktury administracyjne Związku Radzieckiego.